# Первонґі
Первонґі (пол. Pierwągi, нім. Porwangen) — село в Польщі, у гміні Єзьорани Ольштинського повіту Вармінсько-Мазурського воєводства.
Населення — 95 осіб (2011).
У 1975-1998 роках село належало до Ольштинського воєводства.

## Демографія
Демографічна структура станом на 31 березня 2011 року:
|          | Загалом | Допрацездатний вік | Працездатний вік | Постпрацездатний вік |
| -------- | ------- | ------------------ | ---------------- | -------------------- |
| Чоловіки | 53      | 11                 | 40               | 2                    |
| Жінки    | 42      | 2                  | 36               | 4                    |
| Разом    | 95      | 13                 | 76               | 6                    |